# ТЕС Парабурду
23°13′25″ пд. ш. 117°36′48″ сх. д. / 23.22361° пд. ш. 117.61333° сх. д.
ТЕС Парабурду (Paraburdoo) — теплова електростанція на північному заході Австралії.
Електростанцію спорудила гірничодобувна компанія Rio Tinto з метою забезпечення свого залізного рудника Парабурду (почав свою діяльність в 1972 році та первісно використовував 6 генераторних установок, що до того працювали на ТЕС Дампір В). У 2009 році на майданчику станції запустили три встановлені на роботу у відкритому циклі газові турбіни потужністю по 38 МВт (у спеціальному режимі — до 42,5 МВт), які належали до розробленого General Electric типу LM6000, але були виготовлені за ліцензією японською IHI. Крім того, існує резервна дизель-генераторна установка потужністю 21 МВт.
Як паливо використовують природний газ, що надходить по перемичці довжиною 18 км та діаметром 200 мм від трубопроводу Ярралула – Есперанс.